# らっこ (漫画家)
らっこ（1975年6月6日 - ）は、日本の漫画家。大阪府出身、東京都練馬区在住。男性。主に成人向け漫画雑誌で活動している。
アダルトゲーム等で原画を手掛けているイラストレーターのらっことは別人。

## 来歴
2001年頃、『コミックマオ』（晋遊舎）で商業誌デビュー。以後、同誌の他、ティーアイネット、クロエ出版、コアマガジン等が出版する成人向け漫画雑誌を中心に作品を連載。2010年には、『コミックホットミルク』（コアマガジン）に作品を連載している。2011年 - 2012年には『さくらハーツ』や『チャンピオンRED いちご』などの非成人向け漫画雑誌にも作品を連載している。
同人活動は主催する同人サークル「R2」で行っている他、他サークルへのゲスト参加も行っている。また過去のサークル名に「ろくろくろく」がある。

## 作品リスト

### 単行本
成人向け作品
1. 『ふしだら』 2005年2月25日発行[3]（2005年2月24日発売[4]）、ティーアイネット〈MUJIN COMICS〉、ISBN 978-4-88774-143-0
2. 『ムリクリ』 2006年1月7日発行[5]（同日発売[6]）、ティーアイネット〈MUJIN COMICS〉、ISBN 978-4-88774-172-0
3. 『チェリーボム』 2007年1月26日発行[7]（同日発売[8]）、クロエ出版〈真激COMICS〉、ISBN 978-4-903714-02-8
4. 『プラちな+』 2008年7月4日発行[9]（同日発売[10]）、クロエ出版〈真激COMICS〉、ISBN 978-4-903714-19-6
5. 『ブラックナース摩耶』 2008年11月25日発行[11]（同年11月27日発売[12]）、少年画報社〈YCコミックス〉、ISBN 978-4-7859-3068-4 ※成人指定無し
6. 『えろかわびっっっち』 2010年7月発行[13]（2010年6月25日発売[14]）、コアマガジン〈メガストアコミックス268〉、ISBN 978-4-86252-876-6
7. 『めちゃしこせぶん』[15] 2015年5月20日発売[16]、ワニマガジン社〈ワニマガジンコミックススペシャル〉、ISBN 978-4-86269-342-6
8. 『彼女は真夏のサンタクロース』 2016年12月26日発売[17][18]、ジーオーティー〈GOT COMICS〉、ISBN 978-4-81480-011-7
9. 『助っ人参上！！』 2019年4月30日発売[19]、ジーオーティー〈GOT COMICS〉、ISBN 978-4-81480-174-9

### その他
成人向け作品
- 『アージュMANIAX 〜伊隅四姉妹最期の日〜』 （2000年6月23日発売[20]、アダルトゲーム、アージュ） おまけCG
- 『闇鍋Aries』 （2000年9月29日発売[21]、アダルトゲーム、CIRCUS） おまけCG

全年齢向け作品
- 『美少女CGワークショップ』 2000年4月25日発売[22]、工学社、ISBN 978-4-87593-833-0、イラスト解説
- 『モンスターペアレンツ』 日本文芸社『さくらハーツ』 VOL.2 - VOL.4、未単行本化、2012年5月より本人のサイトでPDF形式のデータを全話分公開中
- 『くろくろ 〜Black Chronicle〜』 秋田書店『チャンピオンRED いちご』 VOL.29 - 連載中、既刊2巻
  1. 2012年10月19日発売[23] ISBN 978-4-253-23576-1
  2. 2013年9月20日発売[24] ISBN 978-4-253-23577-8